# Епархия Сямыня
Епархия Сямыня (лат. Dioecesis  Sciiamenensis,  кит.  中文: 廈門) — епархия Римско-Католической Церкви с центром в городе Сямынь, Китай. Епархия Сямыня входит в архиепархию Фучжоу.

## История
3 декабря 1883 года Святым Престолом был учрежден апостольский викариат Амоя, который получил часть территории из апостольского викариат Северного Фокиена (сегодня — архиепархия Фучжоу). 13 июля 1913 года апостольский викариат Амоя отдал часть своей территории апостольской префектуре острова Формозы (сегодня — Епархия Гаосюна).
11 апреля 1946 года апостольский викариат Амоя был преобразован буллой «Quotidie Nos» Римского папы Пия XII в епархию Сямыня.
8 мая 2010 года в кафедральном соборе епархии Сямыня был рукоположён епископ Иосиф Цай Бинжуй из официальной Католической Патриотической Ассоциации, которая в настоящее время находится в расколе с Римом. Святой Престол утвердил это рукоположение. На рукоположении присутствовали епископы из подпольной католической общины в знак поддержки нового епископа.

## Ординарии
- епископ Andrés Chinchón (11.12.1883 — 1.05.1892);
- епископ Ignacio Ibáñez (4.05.1893 — 14.10.1893);
- епископ Esteban Sánchez de las Heras (19.01.1895 — 21.06.1896);
- епископ Isidoro Clemente Gutiérrez (7.08.1899 — 10.08.1915);
- епископ Manuel Prat Pujoldevall (27.01.1916 — 6.01.1947);
- епископ Juan Bautista Velasco Díaz (10.06.1948 — май 1983);
- с мая 1983 года кафедра вакантна.

## Источник
- Annuario Pontificio, Libreria Editrice Vaticana, Città del Vaticano, 2003, ISBN 88-209-7422-3
- Булла Quotidie Nos, AAS 38 (1946), p. 301  (лат.)